# 100-й отдельный зенитный артиллерийский дивизион
100-й отдельный зенитный артиллерийский дивизион - воинская часть вооружённых сил СССР в Великой Отечественной войне. Имелось два одновременно существовавших формирования дивизиона, один из них под литерой «А».

## История
Обе воинские части сформированы на Волховском фронте в январе 1942 года, сначала был сформирован 100-й дивизион, затем из него был выделен 100-й «А» дивизион.
В составе действующей армии:
- С 29 января 1942 года по 25 июля 1942 года — 100-й отдельный зенитный артиллерийский дивизион;
- С 25 января 1942 года по 1 сентября 1942 года — 100-й «А» отдельный зенитный артиллерийский дивизион;

Оба дивизиона с конца января 1942 года прикрывают части Волховского фронта, проводившие Любанскую операцию и до мая 1942 года прикрывают переправы у Мясного Бора и плацдарм.
С мая 1942 года 100-й отдельный зенитный артиллерийский дивизион передан во 2-ю ударную армию и погиб в Любанском котле, с 25 июля 1942 года исключён из списков действующей армии, хотя на 1 августа 1942 продолжает числиться в составе Волховского фронта.
100-й «А» отдельный зенитный артиллерийский дивизион продолжает прикрывать части фронта до 1 сентября 1942 года, когда был расформирован.

### Подчинение
| Подчинение      | Подчинение                                                 | Подчинение | Подчинение | Подчинение | Подчинение | Подчинение                                    |
| Дата            | Фронт (округ)                                              | Армия      | Корпус     | Дивизия    | Бригада    | Примечания                                    |
| --------------- | ---------------------------------------------------------- | ---------- | ---------- | ---------- | ---------- | --------------------------------------------- |
| 01.02.1942 года | Волховский фронт                                           | -          | -          | -          | -          | -                                             |
| 01.03.1942 года | Волховский фронт                                           | -          | -          | -          | -          | -                                             |
| 01.04.1942 года | Волховский фронт                                           | -          | -          | -          | -          | -                                             |
| 01.05.1942 года | Ленинградский фронт (Группа войск Волховского направления) | -          | -          | -          | -          | -                                             |
| 01.06.1942 года | Ленинградский фронт (Волховская группа войск)              |            | -          | -          | -          | 100-й дивизион в подчинении 2-й ударной армии |
| 01.07.1942 года | Волховский фронт                                           | -          | -          | -          | -          | 100-й дивизион в подчинении 2-й ударной армии |
| 01.08.1942 года | Волховский фронт                                           | -          | -          | -          | -          | -                                             |
| 01.09.1942 года | Волховский фронт                                           | -          | -          | -          | -          | только 100-й «А» дивизион                     |

## Командиры
Старший Лейтенант Кузьмин